# Julius von Bemberg
Julius Peter Bemberg, ab 1884 von Bemberg-Flamersheim, (* 6. Mai 1836 in Elberfeld (heute Stadtteil von Wuppertal); † 1. Juni 1903 auf Burg Flamersheim (heute Ortsteil von Euskirchen)) war ein deutscher Gutsbesitzer und Politiker.

## Familie
Seine Familie stammte aus dem Bergischen Land vom Hof Bemberg bei Hattingen (Ende des 16. Jahrhunderts durch Heirat in Familienbesitz gekommen) und gehörte seit Generationen zu den Großindustriellen von Elberfeld. Er war der Sohn von Julius August Bemberg (1804–1847) und Caroline Wülfing, die als Witwe 1861 Burg Flamersheim und Burg Ringsheim erwarb. Sein Großvater Johann Peter Bemberg (1758–1838) begründete das Kunstseide-Unternehmen J. P. Bemberg.
Bemberg heiratete am 26. März 1863 in Elberfeld Anna Simons (* 12. August 1838 in Elberfeld; † 18. Oktober 1930 auf Burg Flamersheim). Das Ehepaar hatte eine Tochter Anna Charlotte (die als Mitgift Schloss Vettelhoven erhielt) und die drei Söhne Julius (auf Ringsheim), Robert (auf Flamersheim) und Paul.
Am 23. September 1884 wurde Bemberg auf Schloss Brühl in den preußischen Adelsstand mit Namensführung „von Bemberg-Flamersheim“ erhoben.

## Leben
Bemberg war Gutsbesitzer auf Flamersheim und Ringsheim (beide Kreis Rheinbach), ab 1878 Mitglied des preußischen Landesökonomie-Kollegiums, des Landwirtschaftsrats und war ab 1886 Präsident des Landwirtschaftsvereins der Rheinprovinz und Mitglied des preußischen Staatsrats. Ab 1891 war Bemberg bis zu seinem Tod (1903) Mitglied des Preußischen Herrenhauses.